# Chicago VIII
Chicago VIII è il settimo album discografico in studio del gruppo musicale statunitense Chicago, pubblicato nel 1975.

## Tracce
1. Anyway You Want – 3:37
2. Brand New Love Affair, Part I & II – 4:28
3. Never Been in Love Before – 4:10
4. Hideaway – 4:44
5. Till We Meet Again – 2:03
6. Harry Truman – 3:01
7. Oh, Thank You Great Spirit – 7:19
8. Long Time No See – 2:46
9. Ain't It Blue? – 3:26
10. Old Days – 3:31

## Formazione
- Peter Cetera - basso, voce
- Terry Kath - chitarre, voce
- Robert Lamm - tastiere, voce
- Lee Loughnane - tromba, voce
- James Pankow - trombone
- Walter Parazaider - legni
- Danny Seraphine - batteria
- Laudir de Oliveira - percussioni